# Funkcja stanu
Funkcja stanu – funkcja zależna wyłącznie od stanu układu, czyli od aktualnych wartości jego parametrów, takich jak masa, liczność materii, temperatura, ciśnienie, objętość i inne.
Wartość funkcji stanu z definicji nie zależy od jego historii, tzn. tego co działo się z nim wcześniej. Wynika z tego bezpośrednio inna podstawowa własność funkcji stanu:
Zmiana wartości funkcji stanu zależy tylko od stanu początkowego i końcowego układu, a nie od sposobu w jaki ta zmiana została zrealizowana.
Funkcja termodynamiczna zależna od historii (drogi) układu jest nazywana funkcją procesu. 
Całka oznaczona różniczki zupełnej funkcji stanu przedstawia różnicę wartości funkcji w stanach odpowiadających granicom całkowania. Z zasady, że wartość funkcji stanu nie zależy od historii układu wynika, że całka oznaczona tej funkcji obliczona dla dowolnego zbioru przemian, które tworzą powtarzalny cykl jest równa 0.
W praktyce stosuje się zwykle następujące funkcje stanu:
1. objętość właściwa, (v),
2. energia wewnętrzna (U),
3. entropia (S),
4. energia swobodna A = U - TS,
5. entalpia H = U + pV,
6. entalpia swobodna G = U + pV - TS = H - TS,
7. egzergia, (b),
8. wielki potencjał kanoniczny {\displaystyle \Omega =F-\mu N}
9. potencjał chemiczny
10. stężenie molowe dla reakcji chemicznych
11. aktywność molowa.

Funkcje stanu są najczęściej wielkościami konceptualnymi, tj. takimi których nie możemy bezpośrednio zmierzyć i dla których określenia konieczna jest pewna procedura zawierająca różne założenia i konwencje.